# Víctor Hugo Mareco
Víctor Hugo Mareco est un joueur de football paraguayen, né le 26 février 1984 à Asuncion, évoluant au poste de défenseur.

## Équipe nationale
Víctor Hugo Mareco commence sa carrière internationale le 30 mars 2011, lors d'un match face aux États-Unis.
1 sélection et 0 but avec le Paraguay depuis 2011.

## Statistiques détaillées

### En club
| Saison      | Club           | Pays   | Championnat | Championnat | Championnat |
| Saison      | Club           | Pays   | Division    | Matchs      | Buts        |
| ----------- | -------------- | ------ | ----------- | ----------- | ----------- |
| 2002 - 2003 | Brescia Calcio | Italie | Serie A     | 11          | 0           |
| 2003 - 2004 | Brescia Calcio | Italie | Serie A     | 10          | 0           |
| 2004 - 2005 | Brescia Calcio | Italie | Serie A     | 23          | 1           |
| 2005 - 2006 | Brescia Calcio | Italie | Serie B     | 32          | 3           |
| 2006 - 2007 | Brescia Calcio | Italie | Serie B     | 30          | 0           |
| 2007 - 2008 | Brescia Calcio | Italie | Serie B     | 28          | 1           |
| 2008 - 2009 | Brescia Calcio | Italie | Serie B     | 36          | 1           |
| 2009 - 2010 | Brescia Calcio | Italie | Serie B     | 24          | 0           |
| 2010 - 2011 | Brescia Calcio | Italie | Serie A     | 8           | 0           |